# Шајен Велс (Колорадо)
Шајен Велс (енгл. Cheyenne Wells) град је у америчкој савезној држави Колорадо.

## Демографија
По попису из 2010. године број становника је 846, што је 164 (-16,2%) становника мање него 2000. године.
| Група             | 2000.       | 2010.       |
| Белци             | 893 (88,4%) | 753 (89,0%) |
| Афроамериканци    | 10 (1,0%)   | 0 (0,0%)    |
| Азијати           | 1 (0,1%)    | 8 (0,9%)    |
| Хиспаноамериканци | 100 (9,9%)  | 72 (8,5%)   |
| Укупно            | 1.010       | 846         |